# Golf von Neapel

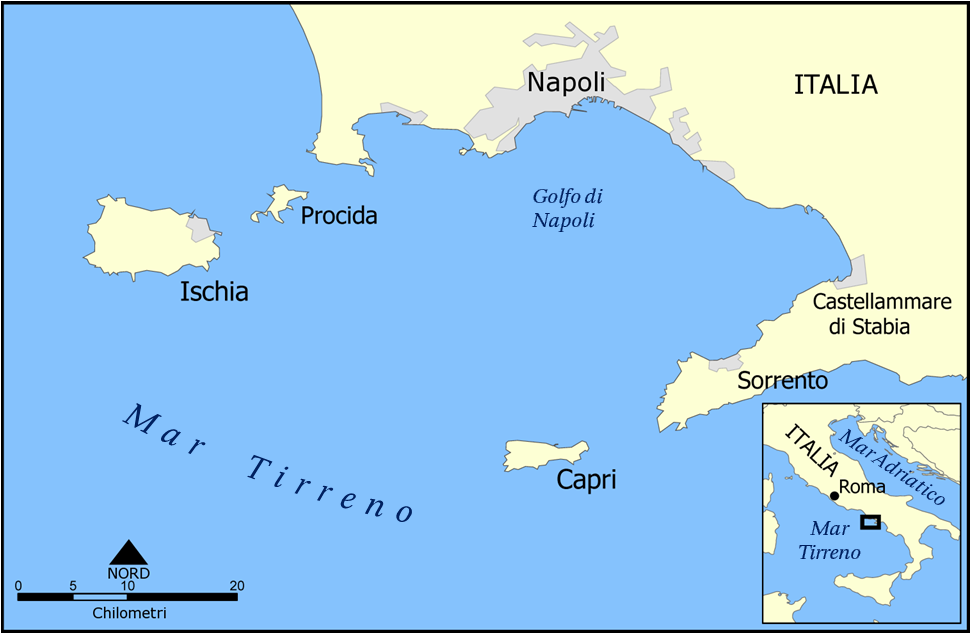
Golf von Neapel mit den Inseln Ischia und Capri

Der Golf von Neapel (italienisch Golfo di Napoli) ist eine Meeresbucht an der Westküste im Süden Italiens bzw. der Apenninhalbinsel. Auf etwa 30 km Länge schneidet er etwa 15 km ins Festland ein.

## Lage
Um den Golf von Neapel liegen – im Uhrzeigersinn von Nordwesten nach Südosten – die Ruinen der antiken Römerstadt Baiae, die Stadt Pozzuoli mit den Phlegräischen Feldern, die Großstadt Neapel, der Vesuv mit den Ausgrabungen der antiken Städte Pompeji und Herculaneum, schließlich die Orte Torre del Greco und Castellammare di Stabia. Nach Südosten wird der Golf durch die Halbinsel von Sorrent abgeschlossen.
Ins Meer hinein verlängert wird der Golf durch die drei Inseln Capri (im Süden) sowie die Phlegräischen Inseln Ischia und Procida (im Norden). Weitere nennenswerte Inseln am Rande des Golfes sind Vivara (südwestlich von Procida) und Nisida (bei Pozzuoli). Im Zentrum des Golfes gibt es dagegen keine Inseln.
Die Umgebung des Golfes von Neapel gehört zur italienischen Region Kampanien und bildet mit mehr als 4,4 Millionen Einwohnern das bedeutendste Ballungszentrum Süditaliens.

## Literatur

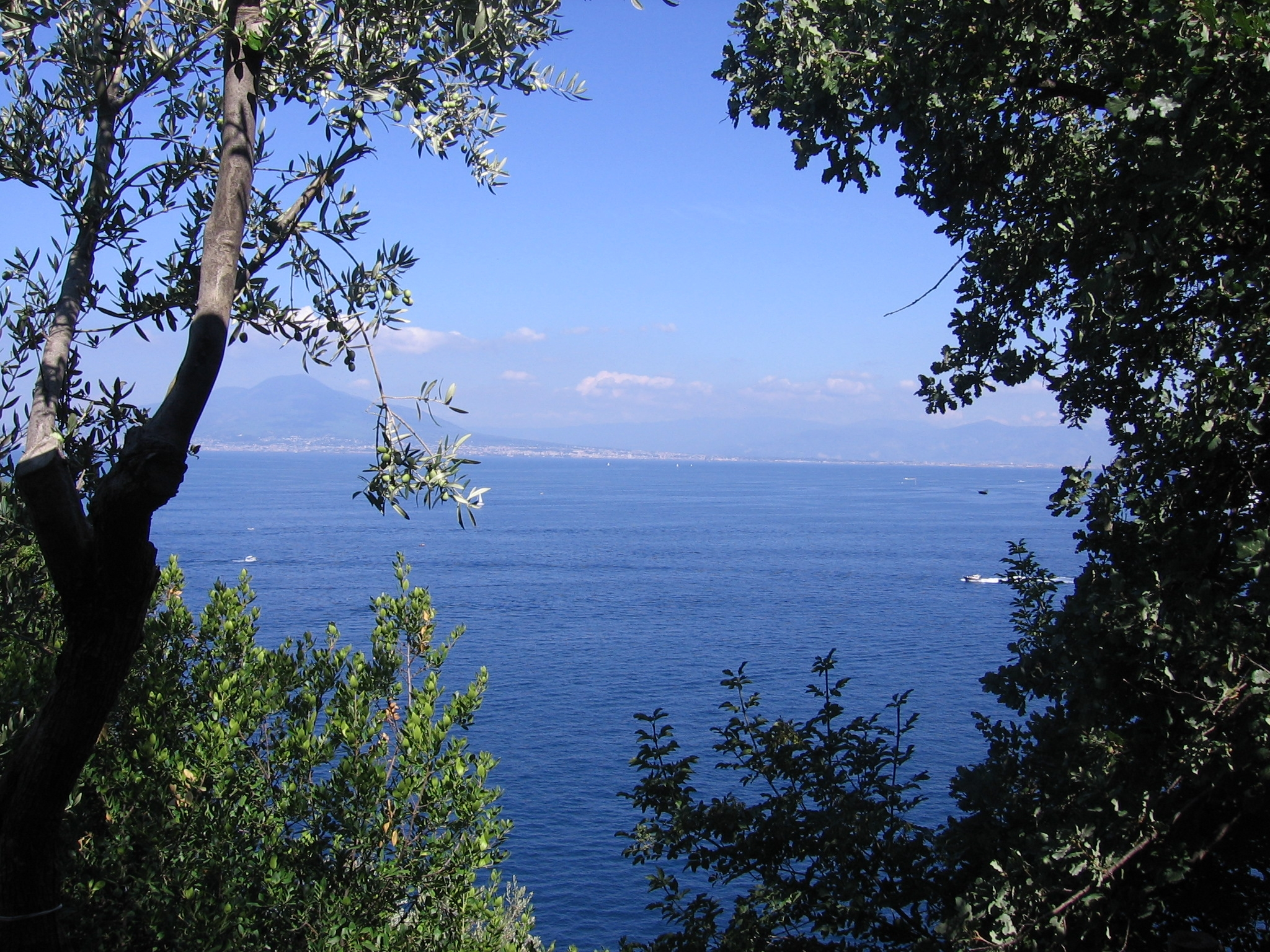
Blick aus der Nähe von Sorrent über den Golf von Neapel
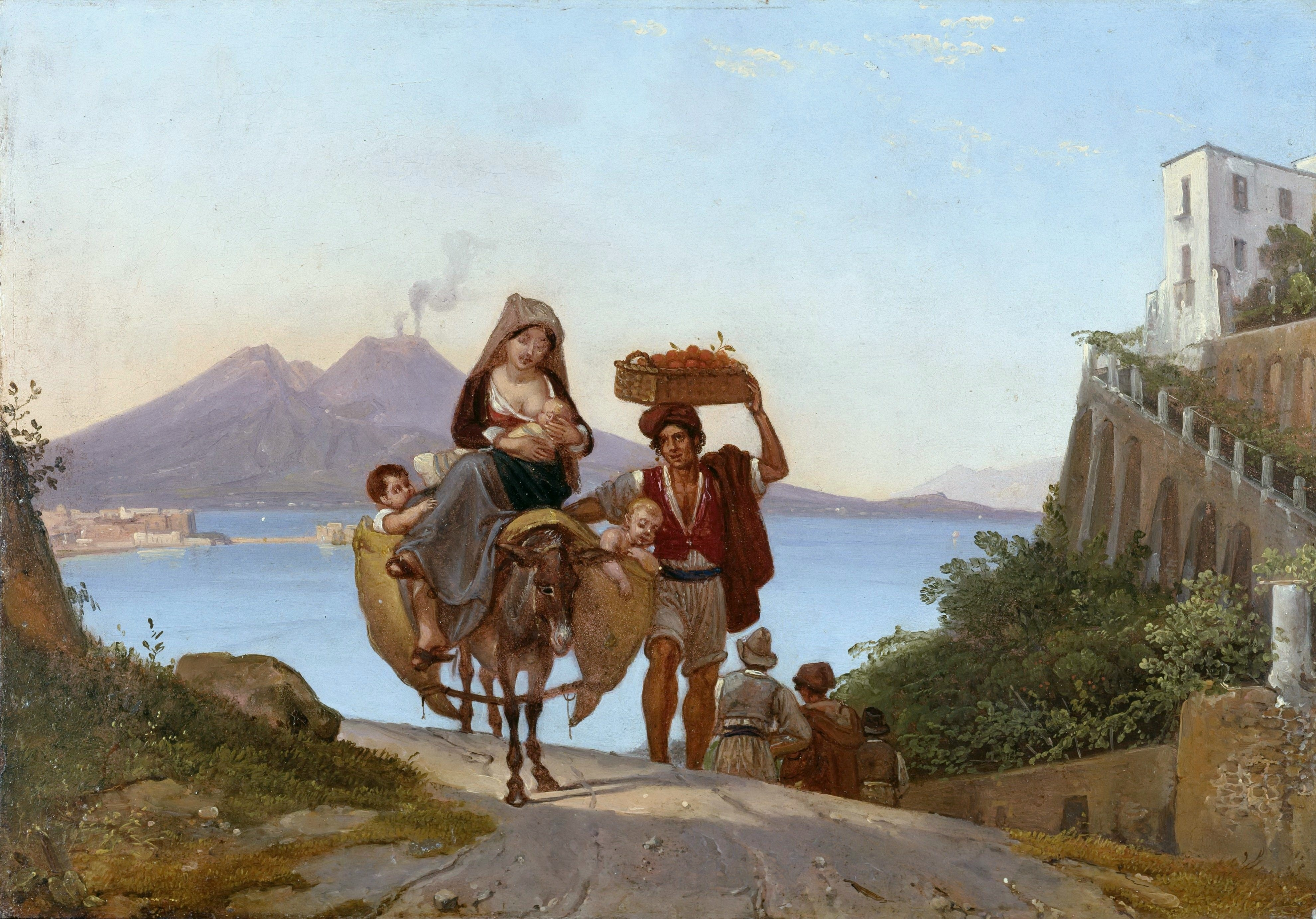
Golf von Neapel mit Fruchthändler, Franz Ludwig Catel, 1822
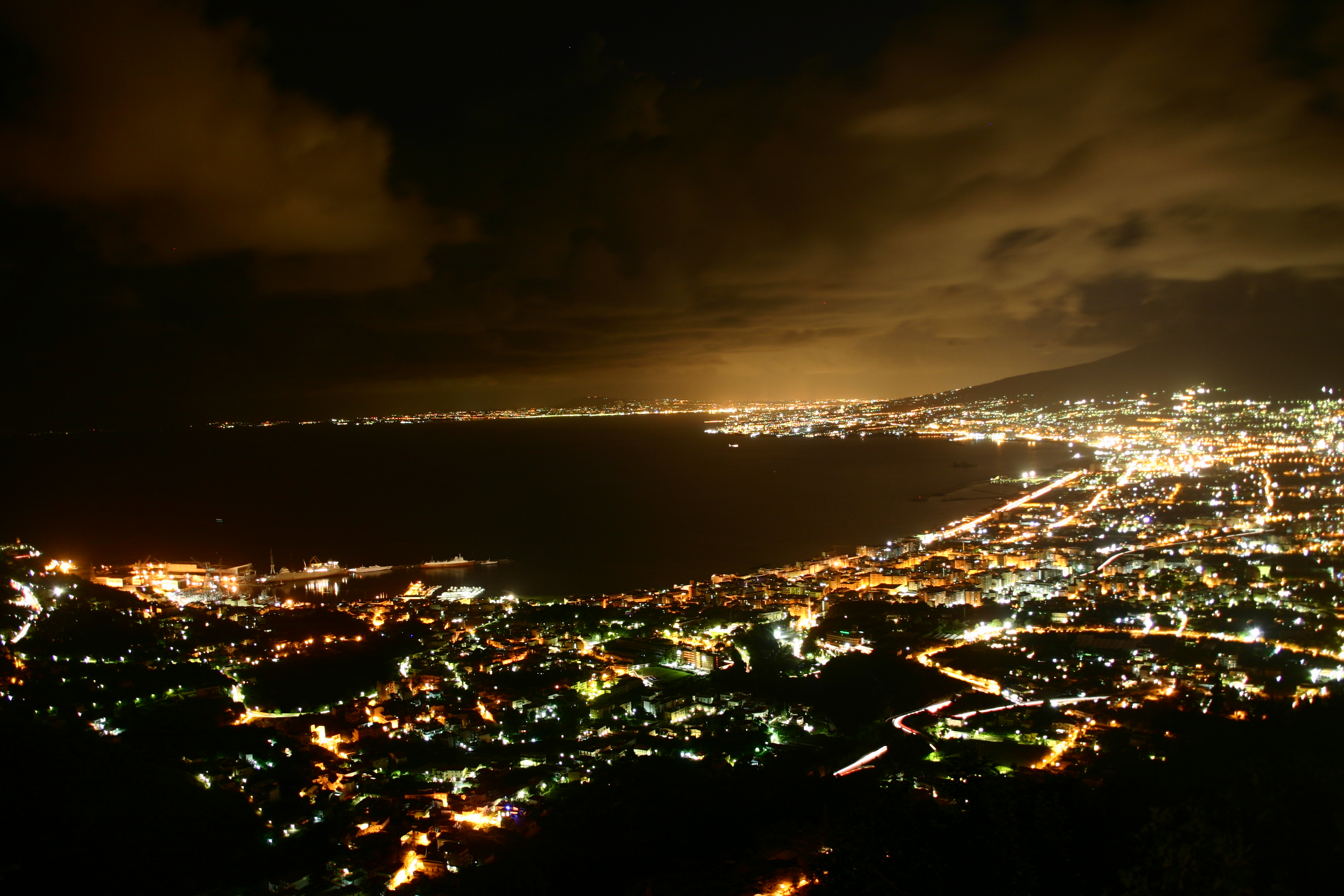
Nachts, von Süden fotografiert
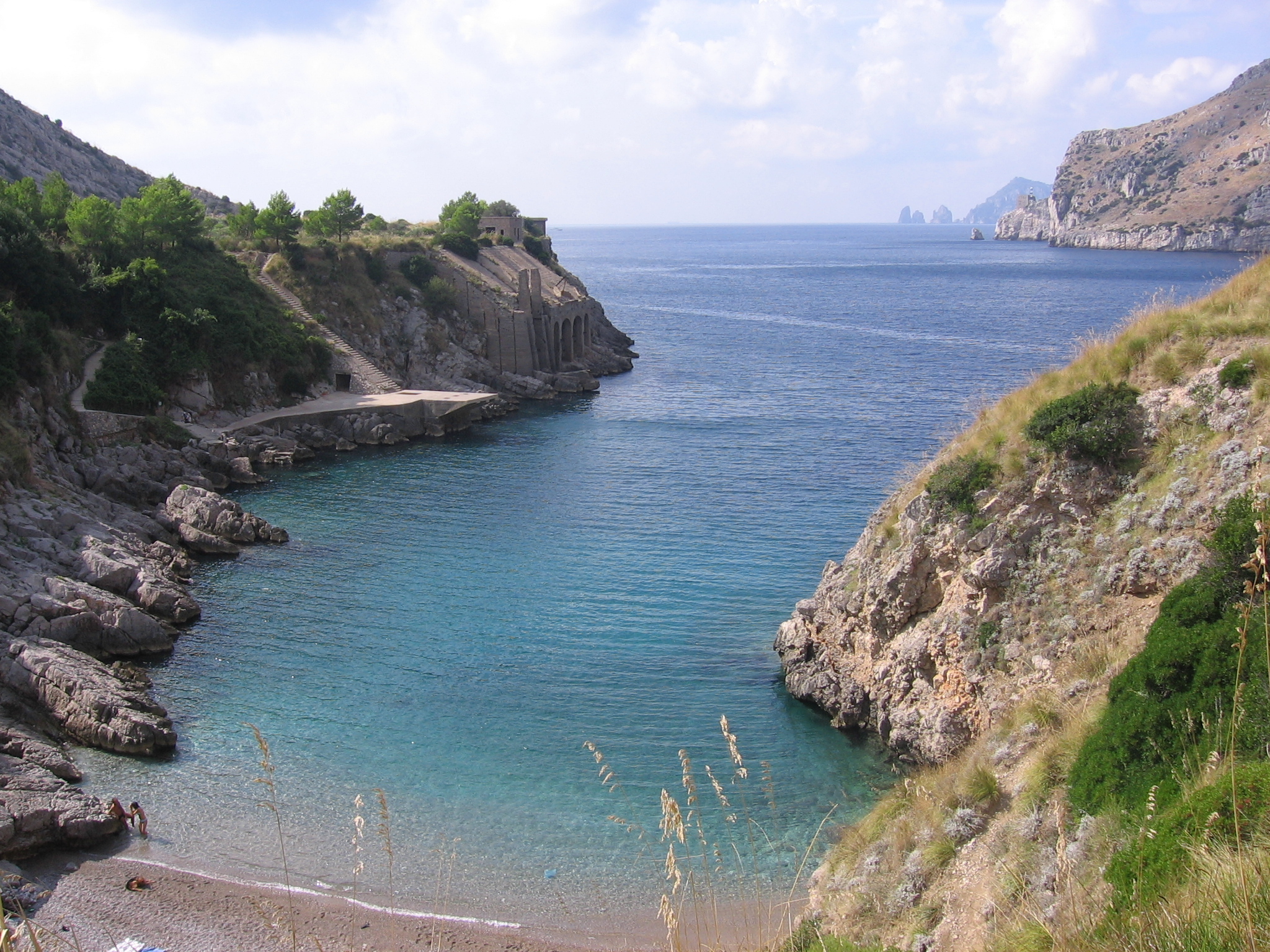
Eine Caletta am Golf von Salerno mit Blick auf Capri
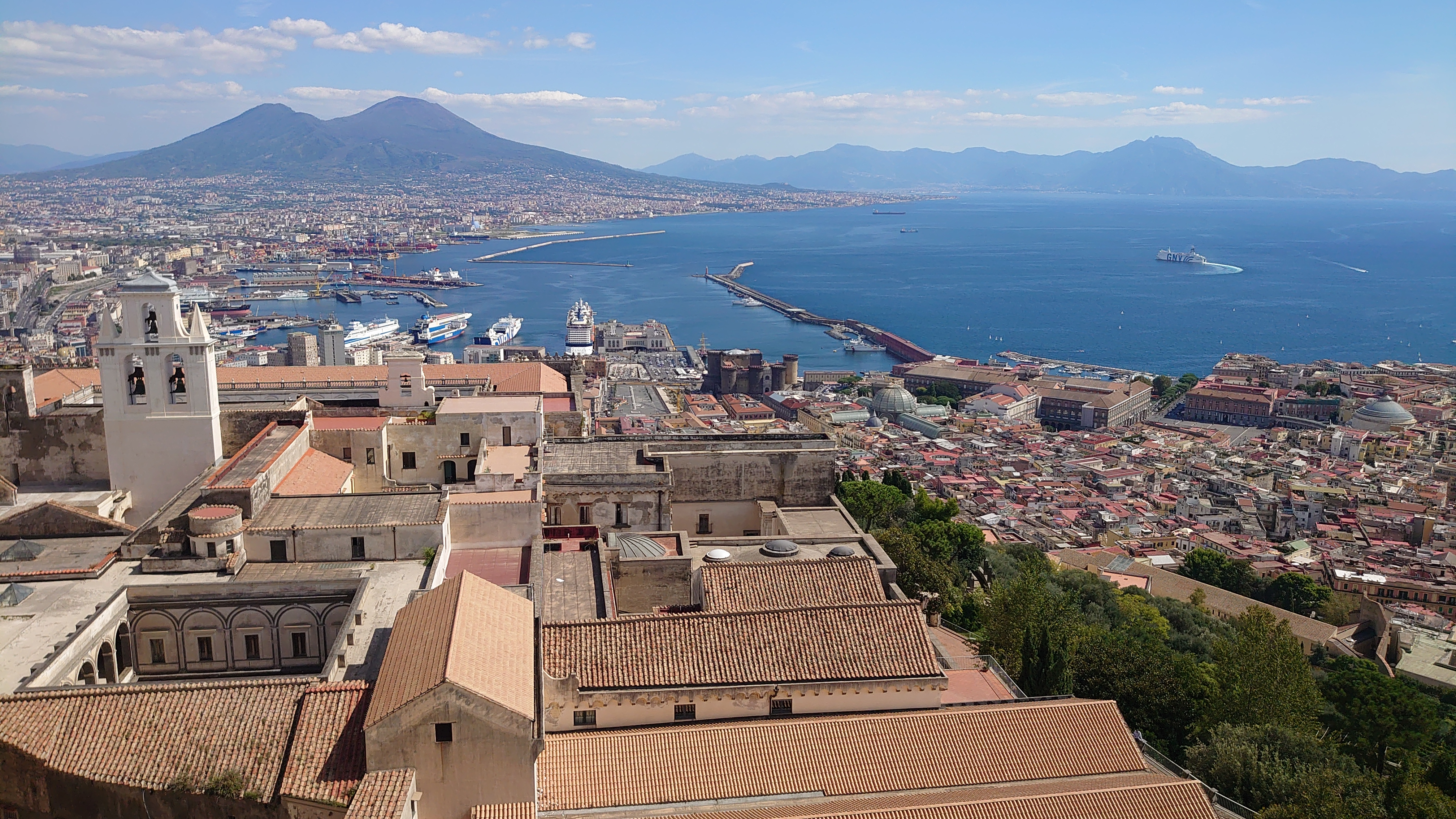
Blick über die Bucht von Neapel mit dem Hafen und dem Vesuv